# Morro do Gritador

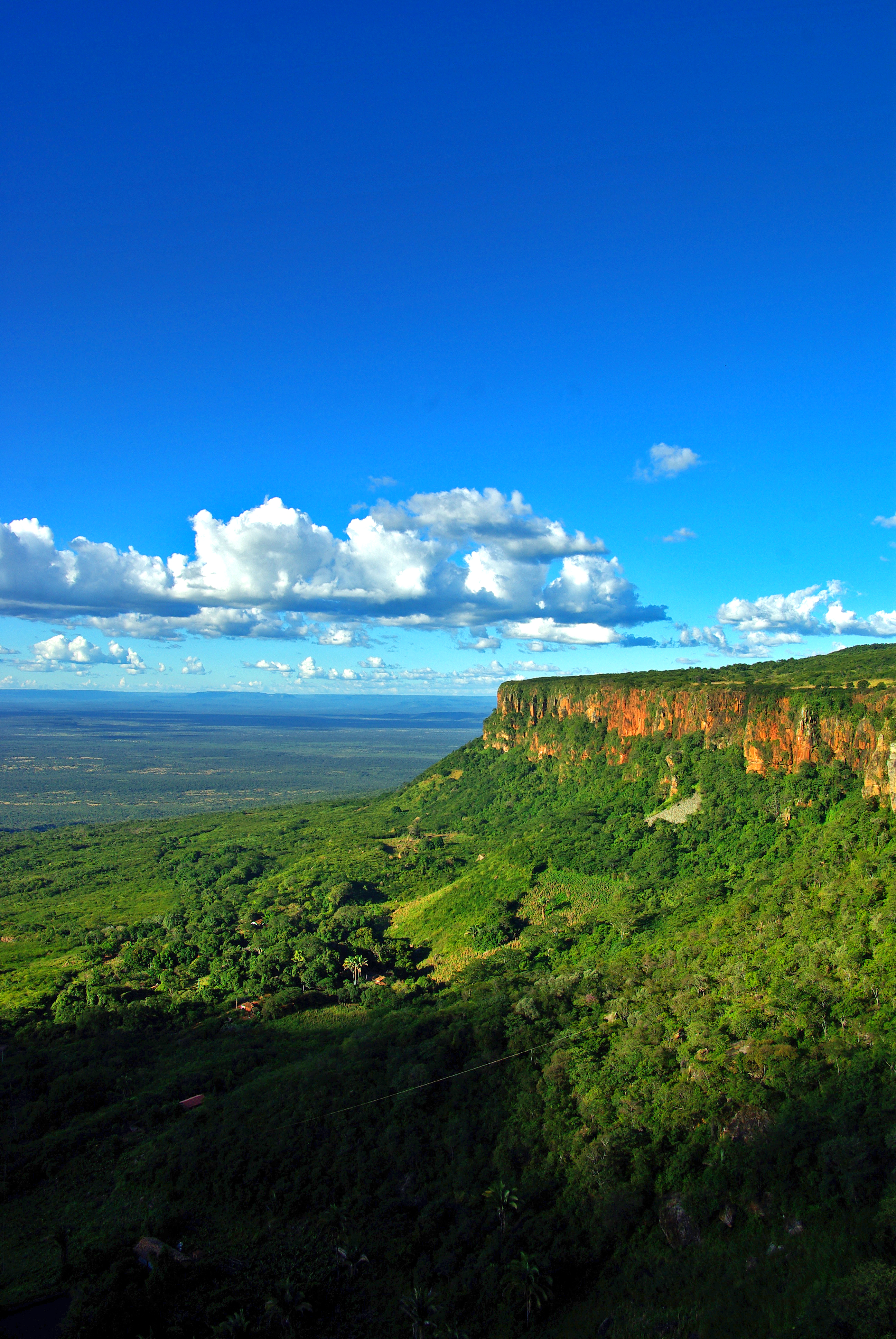
Morro do Gritador

O Morro do Gritador é um cânion a uma altura de 729 metros do nível do mar, localizado no município de Pedro II, no Piauí, Brasil, na costa da Serra da Ibiapaba, especificamente na Serra dos Matões.
Fica a uma distância de 10 quilômetros do centro, com trajeto inteiramente feito por uma via asfaltada que percorre a Serra dos Matões.

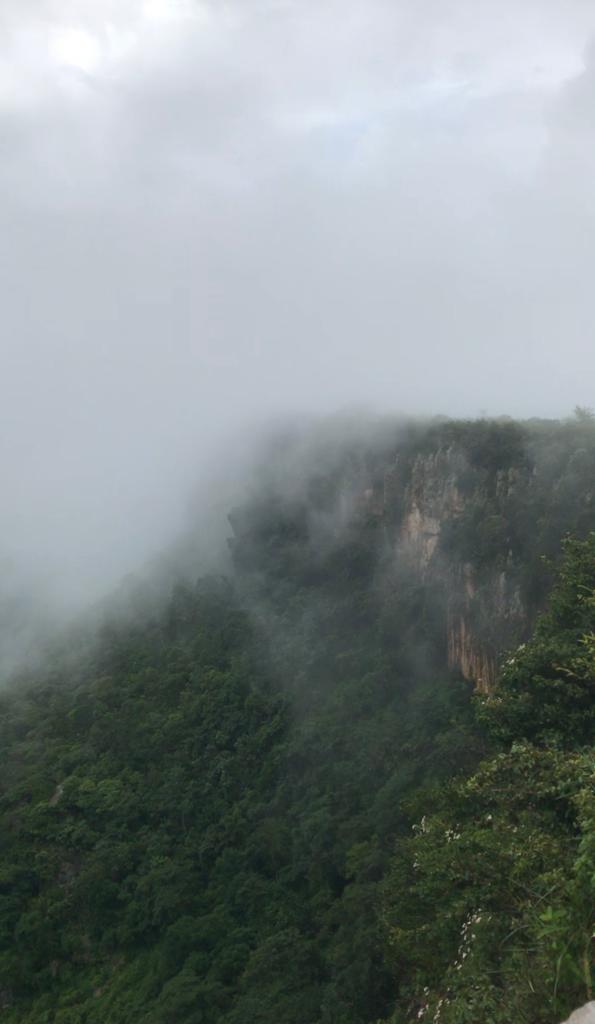
Morro do Gritador parcialmente encoberto, em dia de frio com neblina

É um dos cartões-postais da cidade, que possui enorme potencial turístico no estado, sendo, talvez, o ponto mais visitado, especialmente durante as edições do Festival de Inverno de Pedro II, evento anual realizado no município, sempre com início no feriado de Corpus Christ .
Há um mirante, com bar e restaurante, que oferece vista privilegiada dos paredões de rocha e vegetação nativa, bem assim dos vales no horizonte, possuindo um clima serrano raro na região. O Mirante também é palco do Desafio Serra dos Matões, evento de trail run com percursos nas comunidades localizadas na serra que lhe dá nome.